# Les Muppets (série télévisée)
 (février 2023).
Si vous disposez d'ouvrages ou d'articles de référence ou si vous connaissez des sites web de qualité traitant du thème abordé ici, merci de compléter l'article en donnant les références utiles à sa vérifiabilité et en les liant à la section « Notes et références ».
Ne doit pas être confondu avec The Muppets (série télévisée) ou les personnages des Muppets apparaissant dans plusieurs séries
Les Muppets (Muppets Tonight) est une série télévisée américaine en 2 épisodes de 25 minutes, basée sur les personnages créés par Jim Henson et diffusée entre le 8 mars 1996 et le 8 février 1998 sur le réseau ABC.
En France, cette série a été diffusée à partir du 7 septembre 1996 sur Canal+.

## Synopsis
Suite du Muppet Show, cette série propose une succession de sketches réalisés autour d'une guest star « humaine » issue du monde du cinéma ou de la musique. Le show est animé par Kermit depuis le studio de télévision dirigé par Clifford.

## Voix françaises
- Luq Hamet : Kermit
- Claire Nadeau : Miss Piggy
- Gérard Rinaldi : Clifford
- Julie Arnold : Spamela Larderson
- Jean-François Kopf : Gonzo, Johnny Fiama, Pepe, Fiole
- Michel Dodane : Rizzo, Walbec Bunsen, Sal, Randy, Bill, Seymour
- Gérard Surugue : Bobo, Andy, Carl
- Francis Lax : Fozzie, Sam
- Pascal Renwick : Animal

## Épisodes

### Première saison (1996)
1. Michelle Pfeiffer
2. Garth Brooks & Leonard Nimoy
3. Billy Crystal & Larry King
4. John Goodman
5. Cindy Crawford
6. Tony Bennett
7. Sandra Bullock
8. Jason Alexander
9. Whoopi Goldberg & William Shatner
10. Martin Short

### Deuxième saison (1997-1998)
1. Prince
2. Rick Moranis
3. Heather Locklear
4. Pierce Brosnan
5. Coolio & Don Rickles
6. Paula Abdul
7. Dennis Quaid
8. Arsenio Hall, Jay Leno & Little Richard
9. Le Best of
10. Penn & Teller et Evander Holyfield
11. Andie MacDowell & George Takei
12. Daryl Hannah & Johnny Mathis